# カラマツガイ属
カラマツガイ（落葉松貝、Siphonaria）属はカラマツガイ科に属する貝である。カサガイ類(Limpet)のように笠形の貝殻を持つが、有肺類のカラマツガイ科は肺呼吸を行う点が異なる。

## 形態
貝殻はカサガイ形で、放射肋が目立つ。殻内面にはC字型の筋痕があって右側に開き、殻は溝状にへこんでいて、そこから呼吸をする。肺に相当する空洞と合わせてえら(鰓)も持ち、水中でも水上でも呼吸ができ両生類的である。輸卵管と輸精管は合一し、雌雄同体。歯舌は先がとがらず、棲みか周辺の海藻が根こそぎ取られない形態になっている

## 生態
潮間帯上部の海藻が生えた岩上でくらし、藻類を食べながら引き潮のときは下方へ、満ち潮のときは上方へ岩の上をはった後、もとの場所(「家」)へもどる習性がある。ダイオウカラマツガイSiphonaria gigasの場合、雌雄同体であるがつがいで生活し生殖する。カラマツガイやキクノハナガイは、雌が通った後岩礁に付着した粘液を感知した雄が、雌を追って交尾する。夏季に岩上に黄色い輪状または「の」の字形の卵塊を産む。卵・成貝ともにアッキガイ科の肉食貝に捕食される。

## 分布
両極以外の世界中の潮間帯の岩礁上に多数生息する。

## 系統発生
Dyaratらによる系統分岐図の概要を一例として示す。なお(*)を付した種はさらに数種に分かれる可能性が高い。

## 種
この属にふくまれる種は、世界各地で多くの種が知られており、主な種を以下に記した。なお(-)を付した種は分岐図に記載していない。
- カラマツガイ属 Siphonaria G. B. Sowerby I, 1823
  - シロカラマツガイ Siphonaria acmaeoides  Pilsbry, 1894 房総半島 (-)
  - ヒラカラマツガイ Siphonaria atra  Quoy and Gaimard, 1833 奄美諸島以南のインド-西太平洋 (*)
  - Siphonaria australis Quoy & Gaimard, 1833 オーストラリア、ニュージーランド産
  - Siphonaria diemenensis Quoy & Gaimard, 1833 南オーストラリア (-)
  - ダイオウカラマツ Siphonaria gigas Sowerby, 1825 中米太平洋岸
  - Siphonaria hispida Hubendick, 1946 南オーストラリア、ブラジル (-)
  - カラマツガイ Siphonaria japonica  (Donovan, 1824) 三陸～南シナ海
  - コウダカカラマツガイ Siphonaria laciniosa  Linnaeus, 1758 紀伊半島以南のインド-西太平洋 (*)
  - ブラジルカラマツガイ Siphonaria lessonii Blaonville, 1824 ペルー, チリ, ブラジル, アルゼンチン。
  - Siphonaria naufragm Steams, 1872 メキシコ湾 (-)
  - Siphonaria normalis Gould, 1846 インド-西太平洋 (*)
  - クシノハカラマツガイ Siphonaria pectinata Linnaeus, 1758 地中海～大西洋欧州岸
  - ヒノデカラマツガイ Siphonaria radians  Adams et Reeve, 1850 フィリピン以南 (-)
  - コビトカラマツガイ Siphonaria rucuana Pilsbry, 1904 紀伊半島以南 (-)
  - ホウライカラマツガイ Siphonaria siquijorensis  Reeve, 1843 フィリピン以南 (-)
  - キクノハナガイ Siphonaria sirius  Pilsbry, 1894 東北～南シナ海
  - クロカラマツガイ Siphonaria subatra  Pilsbry, 1904 奄美諸島、小笠原諸島以南
  - Siphonaria zelandica Quoy & Gaimard, 1833 オーストラリア、ニュージーランド

## 化石
中新世のパラテチス海や先地中海の地層から化石が見つかっている。

　

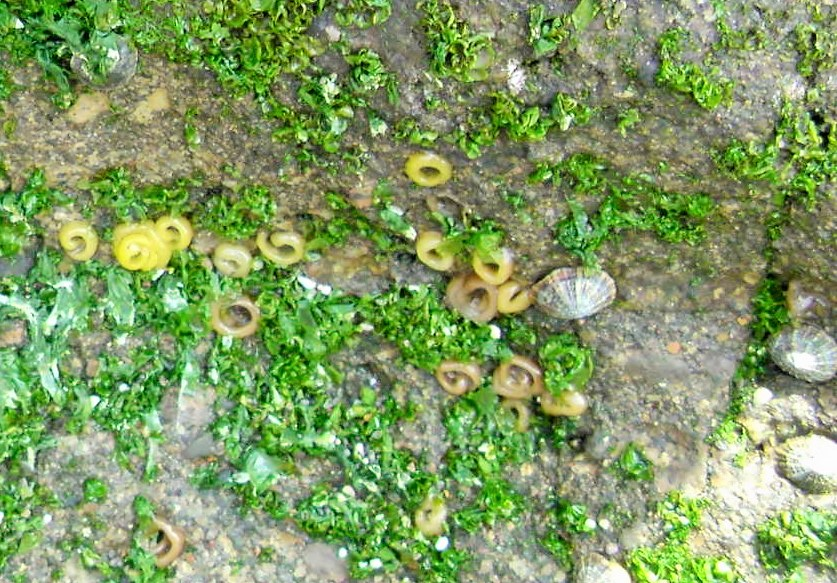
産卵中のカラマツガイ(三浦半島)
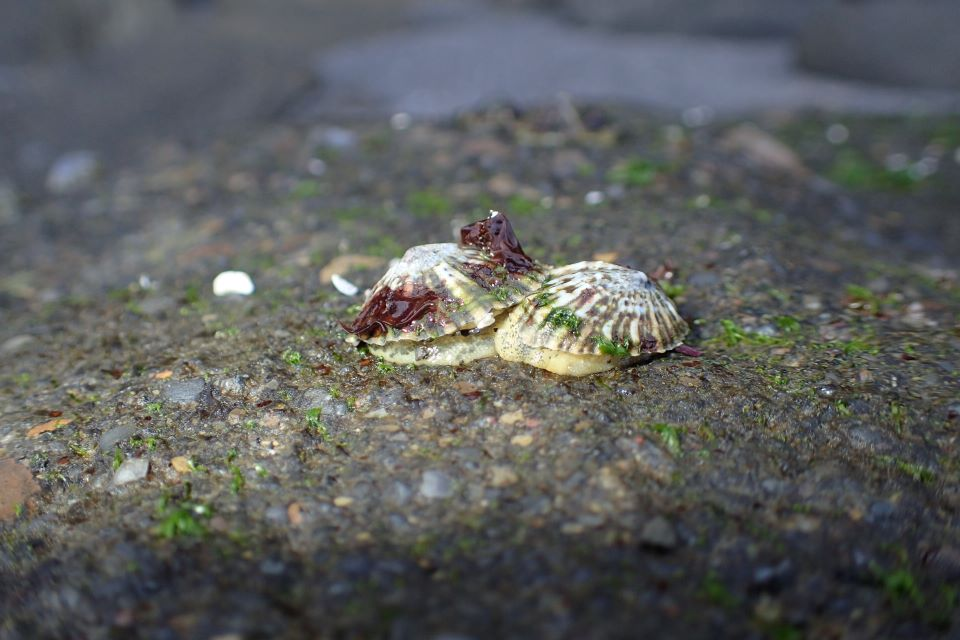
カラマツガイの交尾(三浦半島)
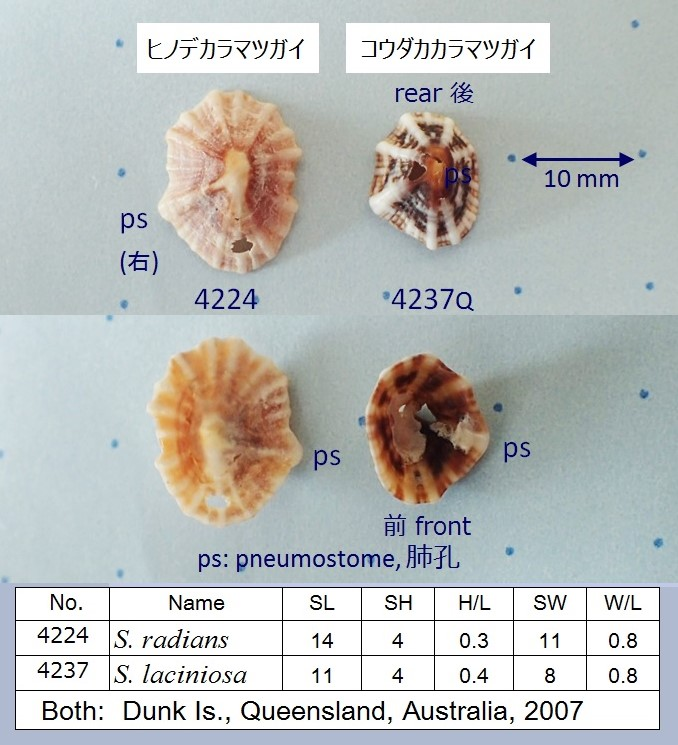
オーストラリアのカラマツガイ